# Shlomo Hillel
Shlomo Hillel (en hebreo: שלמה הלל‎), (23 de abril de 1923-8 de febrero de 2021) fue un diplomático y político israelí nacido en Irak que se desempeñó como presidente de la Knesset, ministro de Policía, ministro del Interior y embajador en varios países de África. Como agente del Mossad LeAliyah Bet a fines de la década de 1940 y principios de la de 1950, organizó el transporte aéreo masivo de judíos iraquíes a Israel conocido como Operación Ezra y Nehemiah.

## Biografía
Nacido en una familia judía mizrají en Bagdad, en el Irak del Mandato, Hillel emigró a Eretz Israel con su familia en 1934 a la edad de once años. Después de graduarse de la escuela secundaria hebrea Herzliya en Tel Aviv, recibió capacitación agrícola en el kibutz Degania Alef, y más tarde en Pardes Hanna. Hillel fue secretario de un grupo de exploradores hebreos que más tarde estableció el kibutz Ma'agan Michael. En 1945, Hillel y sus colegas trabajaron en una fábrica de municiones de la Hagana camuflada de lavandería en el sótano del Instituto Ayalon en Rehovot. Estudió ciencias políticas, economía y administración pública en la Universidad Hebrea de Jerusalén. Se casó con Temima, con quien tuvo un hijo y una hija. Vivió en Ramat Denya, Jerusalén. La hija de Hillel, Agar, fue pionera en la investigación del periodismo judío en el mundo árabe. Murió el 8 de febrero de 2021.

## Activismo sionista

### Operación Michaelberg
En 1946, Hillel voló a Bagdad con un pasaporte iraquí y permaneció allí durante un año como agente de la clandestinidad sionista en Irak. En ese momento, los judíos iraquíes hicieron aliyá a Israel a través de rutas terrestres lentas y peligrosas, facilitadas por contrabandistas poco confiables. Hillel encabezó la primera aliyá iraquí a gran escala por aire, contratando a dos pilotos estadounidenses y un C-46 para llevar a 100 judíos iraquíes a Israel en lo que más tarde se conoció como la Operación Michaelberg. El vuelo se realizó en secreto tanto para evitar ser detectado por las autoridades iraquíes al salir de Bagdad como para evitar ser detectado por las autoridades británicas al llegar al Mandato de Palestina.

### Operación Esdras y Nehemías
Hillel visitó Bagdad nuevamente en 1950 para negociar la inmigración masiva de judíos de Irak, 120.000 de los cuales fueron transportados por aire a Israel en la Operación Ezra y Nehemiah entre 1950 y 1952. En estos viajes, se disfrazó de francés o de inglés. El puente aéreo fue posible gracias a la cooperación de Irán, que era un aliado cercano de Israel en ese momento.
El socio de Hillel era Ronnie Barnett, un judío británico que trabajaba para Trans-Ocean Airlines. Mientras organizaba peregrinaciones a La Meca, Barnett conoció al director de una agencia de viajes llamada Iraq Tours, Abdul Rahman Raouf. Barnett y Raouf se conocieron en Roma y Hillel apareció como "Richard Armstrong". Raouf se dio cuenta de que se podía ganar dinero transportando a los judíos fuera de Irak y dispuso que los dos se reunieran con el primer ministro de Irak, Tawfiq al-Suweidi, quien era miembro de la junta de su empresa. Visitaron al primer ministro en su casa. Al-Suweidi se quejó de que la emigración ilegal de los judíos estaba perjudicando a Irak porque probablemente estaban sacando propiedades de contrabando y partiendo sin pagar sus impuestos. Según sus estimaciones, al menos 60.000 judíos abandonarían el país si pudieran. Acordaron un precio de entrada de 12 dinares (unos 48 dólares) por entrada.

## Carrera política y diplomática
Para las elecciones al Knesset de 1951, a Hillel se le otorgó un lugar en la lista del Mapai . Aunque no logró ganar un escaño, ingresó a la Knesset el 21 de diciembre de 1952 como reemplazo del fallecido Eliyahu Hacarmeli. Fue reelegido en 1955, pero renunció a la Knesset poco antes de las elecciones de 1959, luego de lo cual se incorporó al servicio exterior y fue nombrado embajador en Guinea en 1959. En 1961 fue destinado como embajador en Costa de Marfil, Dahomey, República del Alto Volta y Níger, antes de convertirse en miembro de la delegación de Israel ante las Naciones Unidas entre 1963 y 1967. Regresó a Israel en 1967 y se desempeñó como Director Adjunto del Ministerio de Relaciones Exteriores hasta 1969.
En 1969, Hillel volvió a la Knesset en la lista de Alineamiento. Sirvió consecutivamente desde las elecciones de 1969 hasta las elecciones de 1992, en las que perdió su escaño. Fue Ministro de Policía entre 1969 y 1977, y Ministro del Interior entre 1974 y 1977. En 1984 fue elegido Portavoz del undécimo Knesset.

## Premios y reconocimientos
En 1988, Hillel recibió el Premio Israel, por su especial contribución a la sociedad y al Estado de Israel.
Fue presidente de la Sociedad para la Preservación de los Sitios Patrimoniales de Israel.

## Obras publicadas
En 1984, Hillel publicó Operación Babilonia: La historia del rescate de los judíos de Irak, una memoria de la operación, que luego se tradujo al inglés, francés, alemán, español, portugués, ruso y árabe.